# Zeigefinger

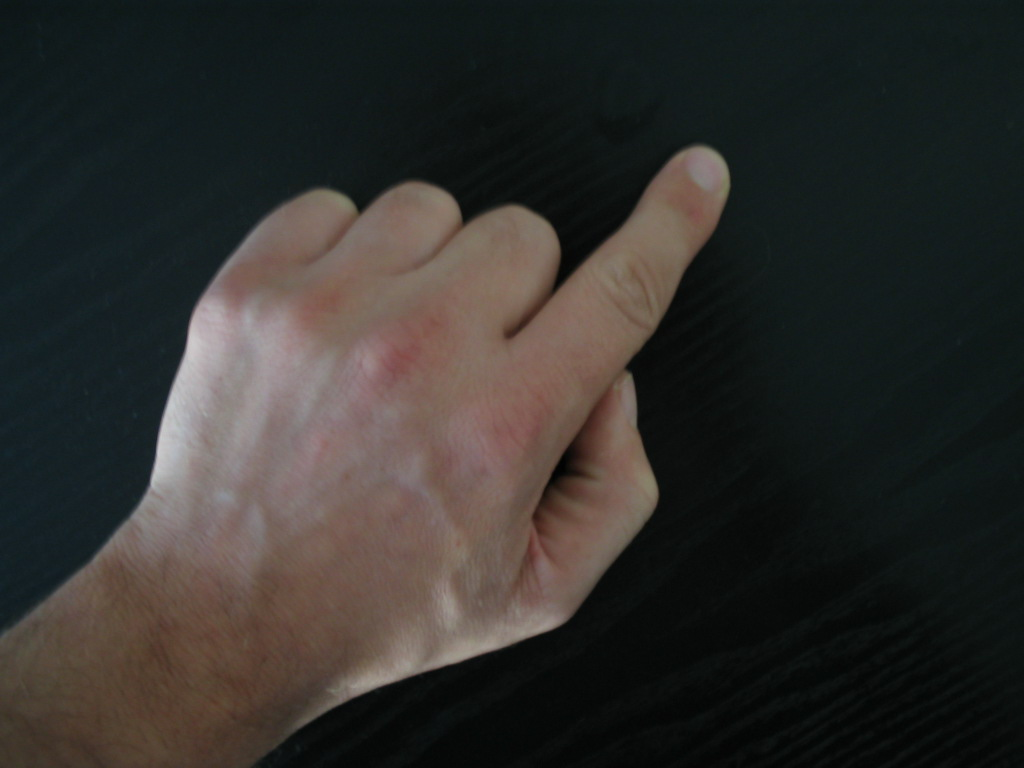
Der Zeigefinger

Fingerknochen (grün, blau und rosa)

Der Zeigefinger (lateinisch Digitus (manus) secundus, Index) ist Teil der Hand. Er ist der zweite Finger und befindet sich zwischen dem Daumen und dem Mittelfinger. Er trägt seinen Namen, da er bevorzugt dafür verwendet wird, um auf ein Objekt oder in eine Richtung zu zeigen. Unter Fingerzeig versteht man einen Hinweis. Der Zeigefinger wird von allen Fingern am häufigsten genutzt (ohne Greifen). Er kann ebenso wie der Daumen und der kleine Finger relativ unabhängig bewegt werden.

## Anatomie
Der Zeigefinger wird von drei Fingergliedknochen gestützt. Vom Zeigefinger führen zwei Sehnen zu den Unterarmmuskeln. Der gebeugte Finger wird mit dem Zeigefingerstrecker (Extensor indicis) auf der Ellenrückseite gestreckt. Vom zweiten bis zum fünften Finger münden je eine Sehne in einen Unterarmstrecker, den langen gemeinsamen Fingerstrecker (Extensor digitorum). Extensoren sind streckende Muskeln des Unterarmes mit einer Wirkung im Handgelenk. Flexoren sind dagegen beugende Muskeln. Mit dem zwölften Lebensmonat sollten Säuglinge in der Lage sein, mit dem Zeigefinger auf Gegenstände zu deuten.
Das Fingerlängenverhältnis (englisch 2D:4D) von Zeige- und Ringfinger wird als Ergebnis des fetalen Hormonspiegels mit verschiedenen Persönlichkeitsausprägungen und Krankheitsdispositionen in Zusammenhang gebracht.

## Schrift
Bei der Schreibschrift führt der Zeigefinger den Stift. Bei der Blindenschrift werden die Zeichen mit den Fingerspitzen der Zeigefinger ertastet. Der rechte Zeigefinger liest dabei eine Zeile zu Ende, während der linke Zeigefinger am Anfang der neuen Zeile steht, worauf der rechte wieder zum linken aufschließt. Das Maschinenschreiben auf einer Tastatur nur mit den beiden Zeigefingern (statt mit allen zehn Fingern) bezeichnet man auch umgangssprachlich als Zwei-Finger-Adler-Suchsystem.

## Handzeichen und Gestiken

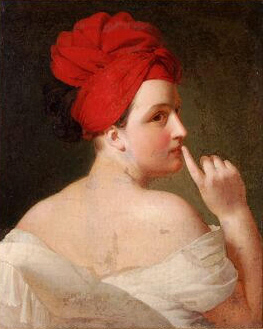
Zeigefinger auf die Lippen gelegt, La Discrétion, Claude Marie Dubufe, 1820er

### Zeigefinger allein
- Zeigefinger zeigt auf die eigene Brust: ich
- Zeigefinger zeigt auf das Gegenüber oder eine andere Person: du bzw. er/sie
- Zeigefinger zeigt auf einen Gegenstand: Gestik, um die Aufmerksamkeit des Gegenübers / der Zuhörer auf diesen zu lenken
- Zeigefinger zeigt in eine beliebige Richtung: Gestik, um diese Richtung anzuzeigen
- Ausgestreckter Zeigefinger nach oben: Aufgemerkt! Drohung (erhobener oder moralischer Zeigefinger)
- Nach oben ausgestreckter Zeigefinger pendelt nach links und rechts: nein (Dudu-Finger)
- Nach vorne ausgestreckter Zeigefinger pendelt nach oben und unten: Belehrung oder Drohung, das machst du nicht nochmal!
- Zeigefinger bewegt sich schneidend vor der Kehle: tot, du stirbst oder ich bringen ihn/sie um
- Zeigefinger beschreibt einen Kreis an der Kopfseite: Du bist verrückt!
- Zeigefinger tippt an die Schläfe oder Stirn: Du bist verrückt! (den Vogel zeigen)
- Zeigefinger tippt flach an die Schläfe: Denk mal nach! (Köpfchen muss man haben)
- Der Zeigefinger wird aus einer (zu einer anderen Person gerichteten) Faust herausgestreckt, und wieder zum eigenen Körper hin gekrümmt, wieder ausgestreckt usw.: Komm her!
- Ausgestreckter Zeigefinger wird nach oben zeigend auf die geschlossenen Lippen gelegt: Schweig! (pst!)
- Zeigefinger wird an den Nasenflügel gelegt: Ich überlege.
- Zeigefinger tippt an den Nasenflügel: geheimes Zeichen (gerne in Hollywoodfilmen genutzt)
- Zeigefinger tippt auf eine Unterlage (Tisch): Ich bestehe darauf! (jetzt und hier)
- Erhobener Arm mit gestrecktem Zeigefinger: Ich melde mich, ich habe eine Idee. Im Römischen Reich war dies (digitus salutaris) die gängige Begrüßungsgeste.[3]
- Ein in die Wange gedrehter Zeigefinger hat je nach Kulturkreis unterschiedliche Bedeutungen: Italien: Gut!, Spanien: ein Verweis auf Homosexualität
- Der sehende Finger des Chirurgen. Mit bevorzugt dem – gummibehandschuhten – Zeigefinger ertastete der Operateur Organoberflächen, Gewebsbeschaffenheit, Veränderungen und Begrenzungen krankhafter Prozesse (= haptische Nosognosie, in der Hirnrinde als taktile Reizdeutung repräsentiert), was ihm ermöglichte, seine Entscheidungen bei einer Operation zu fällen, ob der Eingriff durchführbar ist und inwieweit. In Verbindung mit langer Erfahrung ein unschätzbar wichtiges und sicheres Instrument. Mit Einführung der minimalinvasiven reinen Instrumentenchirurgie ein untergegangenes Medium. Ein wichtiges Sinnesorgan ist gewissermaßen erblindet.

### Zeigefinger mit anderen Fingern
- Faust, die oberen Glieder von Daumen und Zeigefinger reiben aneinander: Zeichen für Geld, bezahlen
- Zeigefinger und Mittelfinger werden in gestrecktem Zustand gegeneinandergeschlagen: Symbol für eine Schere (schnipp schnapp)
- Zu einem V nach oben ausgestreckte und auseinandergespreizte Zeige- und Mittelfinger: Deutschland: Victory-Zeichen (Sieg); In Großbritannien und Australien: (Handrücken von Anderen weggedreht) "Victory"-Zeichen, (Handrücken zu Anderen hingedreht) ähnliche Bedeutung wie der ausgestreckte Mittelfinger
- Mit Daumen und Zeigefinger einen Ring bilden: Deutschland: perfekt!; Frankreich: null oder wertlos; USA: Arschloch; Südosteuropa: weibliches Genital, in Verbindung mit einer Auf- und Abbewegung: obszöne Geste; Japan: Geld, oder man bettelt mit dieser Geste. Im Tauchsport: Okay/Gut/Alles in Ordnung!
- Zeigefinger gestreckt, Daumen gestreckt jedoch am ersten Gelenk eingeknickt: Pistole (Kinderspiel) (Peng Peng)
- Über die Fingerkuppe der Pistole pusten: Dem hab ich es gegeben!
- Mit dem Zeigefinger und Mittelfinger von unten an die Nase stoßen: Frankreich: Das mache ich mit links (mit den Fingern in der Nase)
- In vielen Kulturkreisen (z. B. den USA) wird der nach oben ausgestreckte Zeigefinger dazu verwendet, die Zahl Eins darzustellen (z. B. bei einer Bestellung). Im deutschen Kulturkreis wird dagegen für diese Aufgabe meistens der Daumen verwendet und der „erhobene“ Zeigefinger als drohende oder belehrende Geste.

### Symbolik des Zeigens
Ein Verweis mit der flachen Hand statt eines direkten Draufdeutens mit dem Zeigefinger (Befehlston) auf einen Gegenstand oder eine Person gilt als höflicher. Der ausgestreckte Zeigefinger gilt seit der Antike als Geste der Kraftübertragung. Der Zeiger (von althochdeutsch zeigari von zeigôn, zeigen: Intensivum zu zîhan: zeihen, anschuldigen, beschuldigen), früher auch lateinisch Salutaris genannt, überträgt dabei seine Kraft auf den Gezeigten. Das heutige Tabu, nicht mit Fingern auf Andere zu zeigen, hat angeblich seinen Ursprung in dieser Symbolik. Die Menschen hatten Angst, dass die Kraft des Zeigers auf den Gezeigten übergeht, der Zeiger also seine Kraft verliert. Als besonders gefährlich galt es, auf Kranke oder Leidtragende zu zeigen, da man annahm, dass diese Geste das Leid des Gezeigten anzieht. Kleinen Kindern wurde versucht, diese Gebärde abzugewöhnen, indem man ihnen sagte, sie erstächen damit einen Engel.

### Bedeutung im Islam
Im Islam bedeutet ein ausgestreckter Zeigefinger nach oben die Einheit von Allah („Es gibt keinen Gott außer Allah“). Der islamische Begriff dazu ist Tauhīd (تَوْحِيد), der Glaube an die Einheit Gottes. Diese Geste wird besonders in jüngerer Zeit von Anhängern des politischen Islams und von so genannten Dschihadisten für Propagandazwecke verwendet. Besonders beliebt ist der ausgestreckte Zeigefinger unter Anhängern des so genannten „Islamischen Staats in Syrien und der Levante (ISIS)“, die diese Geste in Fotos und Videos verwenden.
In der arabischen Sprache heißt der Zeigefinger Musabbiha (مُسَبِّحة). Das Wort wird meistens mit dem bestimmten Artikel al- (ال) zusammen verwendet: al-Musabbiha (الْمُسَبِّحة). Gelegentlich wird dafür auch das Wort al-Sabbāha (السَّبّاحة) verwendet. Das arabische Verb سَبَّحَ stammt von derselben arabischen Wortwurzel – s-b-ḥ (س-ب-ح) – wie das arabische Wort für Zeigefinger (Musabbiha). Das Verb bedeutet „Gott zu preisen“, in dem ein Muslim „Subḥāna Allāh“ (سُبْحانَ الله) sagt, was wiederum „Gepriesen sei Allah“ bedeutet.

### Kunst
Ein berühmtes Beispiel für das gleichzeitige Zeigen und Übertragen von Kraft ist in dem Deckenfresko „Die Erschaffung Adams“ von Michelangelo in der Sixtinischen Kapelle dargestellt. Gott streckt seinen Zeigefinger aus und erschafft Adam. Im Fresko selbst wird der Augenblick nach der Berührung gezeigt, Adam lässt bereits seinen eigenen Zeigefinger sinken. Ein neueres Beispiel ist in einer Szene des Films E. T. zu sehen.
Johannes der Täufer wird auf christlichen Bildwerken meist mit dem deutenden Zeigefinger dargestellt (Isenheimer Altar). Die Funktion des Täufers und seines Fingers ist die, Weiser (von weisen) zu sein auf den Größeren, der kommt.
Ein nach oben gerichteter Zeigefinger gilt als typisch für die Malweise von Leonardo da Vinci (Beispiele: Johannes der Täufer, Das Letzte Abendmahl). Im Fresko Die Schule von Athen verkörpert der italienische Maler Raffael den Philosophen Platon durch seinen zeitgenössischen Malerkollegen Leonardo da Vinci mit nach oben gerichtetem Zeigefinger.

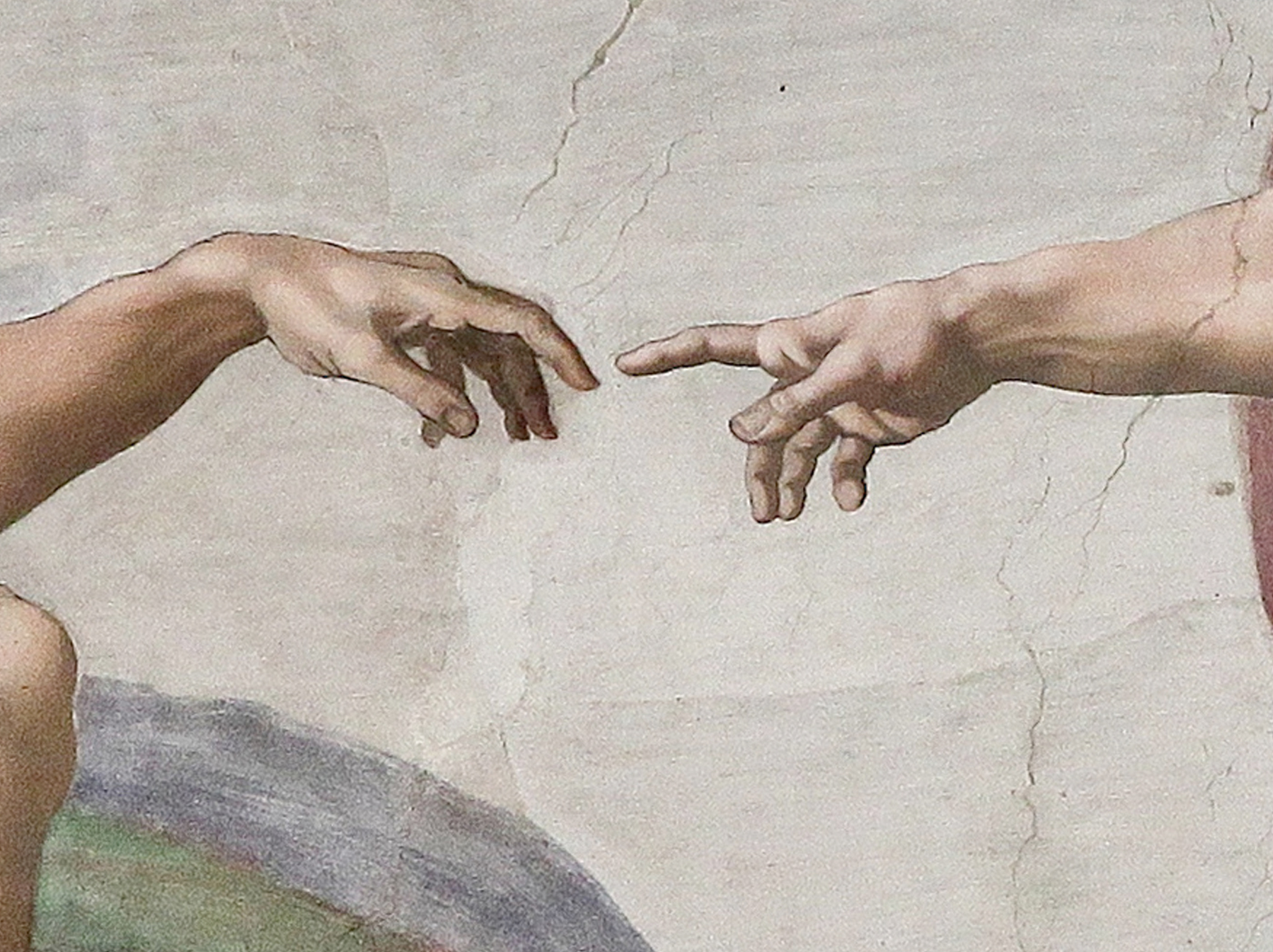
Michelangelo: Die Erschaffung Adams, (Detail)
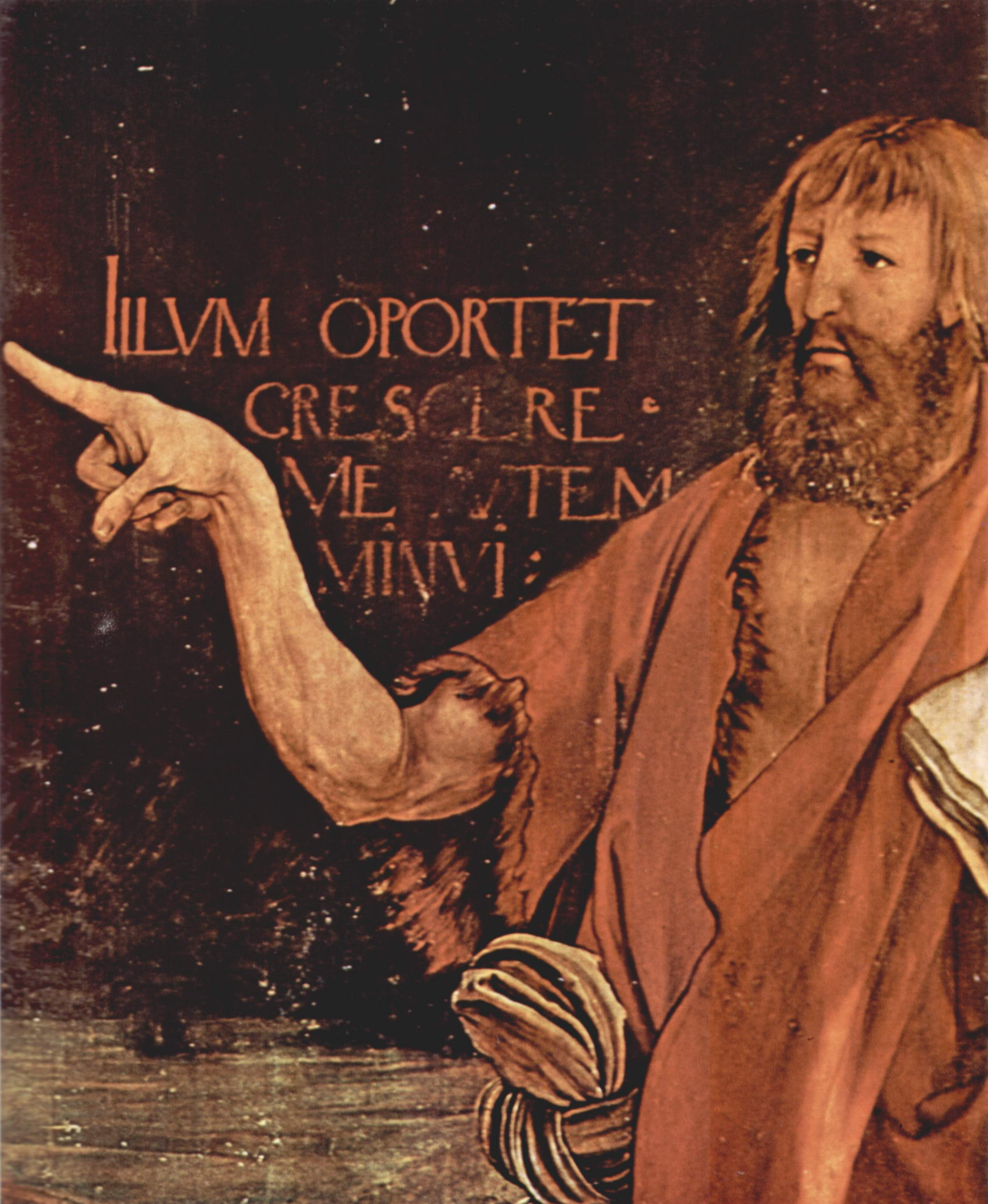
Matthias Grünewald: Isenheimer Altar (Detail: Hl. Johannes der Täufer)
Leonardo da Vinci: Johannes der Täufer,
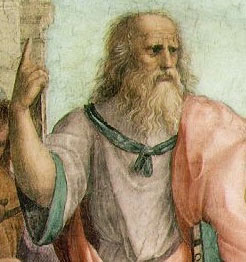
Raffael: Die Schule von Athen (Detail: Platon)

### Aphorismen
- Wer mit dem Zeigefinger auf andere Leute zeigt, sollte nie vergessen, dass drei Finger seiner Hand auf ihn selbst zeigen. (Gustav Heinemann)
- Der Zeigefinger ist ein Finger, den man zeigt, wenn man etwas zeigt. (Werner Mitsch)
- In der Nase verliert der erhobene Zeigefinger an Bedeutung. (Art van Rheyn)
- Auch die geballte Faust ist ein Fingerzeig. (Rupert Schützenbach)
- Wenn der Weise auf den Mond zeigt, sieht der Idiot nur den Finger. (aus China)

## Typografie und EDV
Das Symbol eines Zeigefingers wurde im 12. bis 18. Jahrhundert auch als Satzzeichen und Hinweiszeichen am Textrand verwendet.
Der Zeigefinger wird bevorzugt verwendet, um einzelne Tasten und Schalter (z. B. Lichtschalter, Klingelknopf) zu drücken. Wegen der Symbolik des Knopfdrückens (Mausklick) stellen viele Browser (z. B. der Internet Explorer) den Mauszeiger als Hand mit ausgestrecktem Zeigefinger dar, wenn sich der Zeiger über einem Link befindet.

### Unicode
In Unicode gibt es sechs Symbole, die eine zeigende Hand darstellen:
- schwarze nach links zeigende Hand: U+261A ☚
- schwarze nach rechts zeigende Hand: U+261B ☛
- weiße nach links zeigende Hand: U+261C ☜
- weiße nach oben zeigende Hand: U+261D ☝
- weiße nach rechts zeigende Hand: U+261E ☞
- weiße nach unten zeigende Hand: U+261F ☟